# Altritualisten
Als Altritualisten bezeichnet man Christen, welche die aus einer Liturgiereform hervorgegangene gottesdienstliche Ordnung ihrer Mutterkirche allgemein oder für ihre Person ablehnen. Sie berufen sich dabei in erster Linie auf die kirchliche Tradition, welche sie durch die erfolgte Liturgiereform als missachtet oder verletzt ansehen. Zusätzlich wird mit der Bewahrung des kulturellen Erbes, der Schönheit der Riten und des Mystischen argumentiert. Demgegenüber berufen sich die Reformer zum einen auf den „Geist gesunder Überlieferung“ (sana traditio), welche gemäß der „Norm der Väter“ Veränderungen der angetroffenen Ordnung erforderte, und zum anderen auf die Anpassung an die „Verhältnisse und Notwendigkeiten der Gegenwart“, die behutsame Neuerungen zulässt (2. Vatikanisches Konzil, Konstitution Sacrosanctum Concilium Art. 23).

## Beispiele
Bekannteste historische Beispiele des Altritualismus sind für die russisch-orthodoxe Kirche die Altorthodoxen, für die römisch-katholische Kirche die traditionalistischen Anhänger der Priesterbruderschaft St. Pius X. sowie für die Anglikanische Gemeinschaft die Traditional Anglican Communion. In letzteren Fällen zeigt sich, dass sich der Altritualismus oft mit der Ablehnung weiterer kirchlicher und gesellschaftlicher Reformvorgänge verbindet. Die Abwendung von der Mutterkirche kann über den Nichtmitvollzug liturgischer Erneuerung hinausgehen und die Gestalt einer kirchlichen Abspaltung („Schisma“) annehmen, mit der Tendenz zu stets weiterer Unterteilung. Zur Rechtfertigung dieses gewöhnlich als „Notmaßnahme“ dargestellten Schrittes wird in vielen Fällen die Kirche des Verrats der Tradition angeklagt, der Häresie verdächtigt oder beschuldigt, die Gültigkeit der nach erneuerter Ordnung gefeierten Messfeier und anderer Sakramente bezweifelt oder bestritten, insbesondere der Weihe ihrer Priester und Bischöfe, sowie die Legitimität des Papstes in Abrede gestellt (siehe Sedisvakantisten).
Für gewöhnlich streben altritualistische Gemeinschaften danach, eigene Bischöfe in gesicherter apostolischer Sukzession zu besitzen. In neuester Zeit wirkten als deren wichtigste Vermittler: ab 1984 Michel Guérard des Lauriers (in der Sukzession des Pierre Martin Ngô Đình Thục), ab 1988 Marcel Lefebvre und ab 2015 Richard Williamson. Der Vatikan ist bemüht, deren weitere Verbreitung durch Versöhnung irregulär ordinierter altritualistischer Bischöfe einzuschränken (Beispiele: Licínio Rangel, Aufhebung der Exkommunikation der Bischöfe der Priesterbruderschaft St. Pius X.).

## Unionsversuche
Die kirchenhistorische Erfahrung zeigt, dass die Kirchenführungen sich früher oder später in der Regel bereit zeigen, aus pastoralen oder anderen Gründen einigungswilligen Altritualisten die Pflege der älteren Gottesdienstgestalt (Usus antiquior) und den Gebrauch zugehöriger liturgischer Bücher zu gestatten. Beide Seiten begründen diesen Vorgang pflichtgemäß mit dem Auftrag, die Einheit der Kirche Christi zu wahren bzw. wiederherzustellen. Wesentliche Voraussetzung ist stets, dass die durch ein entsprechendes kirchenrechtliches Instrument, z. B. ein päpstliches Indult (Gnadenerweis), bedienten oder versöhnten Altritualisten die Rechtgläubigkeit und Legitimität der mutterkirchlichen Hierarchie, insbesondere ihrer Spitze, nicht oder nicht mehr in Frage stellen. Dies ist in der Russischen Orthodoxen Kirche seit 1800 durch die Eingliederung eines Teils der Altorthodoxen, der Jedinowerzy („Eingläubigen“), geschehen, denen das Moskauer Konzil von 1917/18 vier Vikarbischöfe zugestand. Gleiches geschieht seit der Veröffentlichung von „Ecclesia Dei Adflicta“ auch in der römisch-katholischen Kirche in vielfältiger Form, so mit der Priesterbruderschaft St. Petrus und ähnlichen Vereinigungen (siehe unten) bis hin zur Errichtung einer Apostolischen (= Päpstlichen) Personaladministration auf dem Gebiet eines bestehenden und ordnungsgemäß verfassten Bistums der römisch-katholischen Kirche, so der Apostolische Personaladministration St. Johannes Maria Vianney. Überdies gewährt die römisch-katholische Kirche Anglikanern unter Beibehaltung ihrer liturgischen Traditionen die volle kirchliche Gemeinschaft (Pastoral Provision; Anglicanorum coetibus). Auf Seiten der Altritualisten führt die eingegangene Union gewisser Gruppen mit der Mutterkirche bzw. dem Papst sehr oft, zuletzt mit Richard Williamson (Ex-FSSPX), zu einer weiteren Spaltung und in der Folge zu einer Verhärtung bzw. Radikalisierung der nichtunierten Gruppe. Auch für die Mutterkirche bergen solche Re-Unionen gewisse Risiken, besonders im Hinblick auf die Glaubwürdigkeit ihres Erneuerungswillens und das rechte Verständnisses christlicher Tradition.
Die im Gefolge von „Ecclesia Dei Adflicta“ innerhalb der katholischen Kirche entstandenen altritualistischen Einrichtungen, von Kleininstituten über Klöster und Personalpfarreien wirken derzeit noch wie ein bunter Flickenteppich, versuchen sich aber in zunehmender Zusammenarbeit, wie z. B. bei der altritualistischen Abteilung des Kölner Weltjugendtages, Juventutem. Ihnen gemeinsam ist, dass sie die Autorität der kirchlichen Hierarchie und des Zweiten Vatikanischen Konzils anerkennen. Sie stellen damit die prinzipielle Rechtmäßigkeit der Liturgiereform nicht in Frage, sehen jedoch die amtlich erneuerte Liturgie in der Regel als ihrerseits veränderungsbedürftig an („Reform der Reform“), kritisieren Missstände der gegenwärtigen gottesdienstlichen Praxis und ziehen daher für ihre Gruppen die Pflege der früheren Gottesdienstformen („usus antiquior“) vor. Diesen mit dem Papst vereinten bzw. zu versöhnenden Altritualisten hatte Papst Benedikt XVI. durch sein Motu proprio Summorum Pontificum volles Heimatrecht in der römisch-katholischen Kirche zugesichert. Ihre Betreuung oblag bis zu ihrer Auflösung am 17. Januar 2019 der päpstlichen Kommission Ecclesia Dei. Seither wird diese Aufgabe von der Kongregation für die Glaubenslehre wahrgenommen.

## Zitate
„Die Wurzel dieses schismatischen Aktes [des Bischofs Marcel Lefebvre] ist in einem unvollständigen und widersprüchlichen Begriff der Tradition zu suchen: unvollständig, da er den lebendigen Charakter der Tradition nicht genug berücksichtigt, die, wie das Zweite Vatikanische Konzil sehr klar lehrt, ‚von den Aposteln überliefert, […] unter dem Beistand des Heiligen Geistes einen Fortschritt kennt: es wächst das Verständnis der überlieferten Dinge und Worte durch das Nachsinnen und Studium der Gläubigen, die sie in ihrem Herzen erwägen, durch innere Einsicht, die aus geistlicher Erfahrung stammt, wie auch durch die Verkündigung derer, die mit der Nachfolge im Bischofsamt das sichere Charisma der Wahrheit empfangen haben‘.“

„Es gibt keinen Widerspruch zwischen der einen und der anderen Ausgabe des Missale Romanum. In der Liturgiegeschichte gibt es Wachstum und Fortschritt, aber keinen Bruch. Was früheren Generationen heilig war, bleibt auch uns heilig und groß; es kann nicht plötzlich rundum verboten oder gar schädlich sein. Es tut uns allen gut, die Reichtümer zu wahren, die im Glauben und Beten der Kirche gewachsen sind und ihnen ihren rechten Ort zu geben.“

## Liste katholisch-altritualistischer Gemeinschaften
Zum Vergleich: Die katholische Kirche insgesamt zählt 1,08 Milliarden Mitglieder mit 4.695 Bischöfen, 405.450 Priestern, 31.524 ständigen Diakonen, 54.828 Ordensmännern, 776.269 Ordensfrauen (Stand: 2003) sowie 113.199 Priesteramtskandidaten (2002).

### Gemeinschaften, die in voller Gemeinschaft mit der römisch-katholischen Kirche stehen
In Klammern, soweit gegeben, die Heimatgemeinschaft, von der aus die (Teil-)Union mit Rom erfolgte.
- Abtei Fontgombault (Frankreich, Département Indre), Benediktiner-Abtei (FSSPX bis 1984), biritualistisch, und Tochterabteien Notre-Dame-de Randol, Notre-Dame-de-Triors, Abtei Clear Creek (Oklahoma, Abtei seit 2010), Abtei Wisques (seit 2013) und andere biritualistisch, insgesamt etwa 80 Priester (2006).
- Fraternitas Sacerdotalis Sancti Petri (Priesterbruderschaft St. Petrus), Gesellschaft apostolischen Lebens päpstlichen Rechts, gegründet 1988 (Ex-FSSPX), weltweit (nach eigenen Angaben) etwa 200 Priester und 120 Seminaristen.
- Fraternité Saint-Vincent-Ferrier, Chéméré-le-Roi (Mayenne, Diözese Laval, Frankreich), gegründet 1979 durch Louis-Marie de Blignières (Ex-FSSPX), als Institut des gottgeweihten Lebens päpstlichen Rechts errichtet 1988, mit früherer Dominikaner-Liturgie (1962er Fassung; „Alt-Dominikaner“), fünf Priester (2006).
- Abbaye Sainte-Madeleine, Le Barroux (Frankreich, Département Vaucluse, Kanton Malaucène) (FSSPX bis 1988), autonome Benediktiner-Abtei mit weiblichem Zweig: Notre-Dame de l’Annonciation. Gründungsabt: Gérard Calvet (1927–2008; Rücktritt: 2003; † 28. Februar 2008); Abt: Louis-Marie de Geyer d’Orth (seit 2003), etwa 60 Mitglieder, davon 26 Priester (2013). Am 25. September 2008 in die Benediktinische Konföderation aufgenommen.
- Institut du Christ Roi Souverain Prêtre (Institutum Christi Regis Summi Sacerdotis; Institut Christus König und Hohepriester), Gesellschaft Apostolischen Lebens zunächst diözesanen (Erzbistum Florenz), seit 2008 päpstlichen Rechts, gegründet 1990, Generalprior: Gilles Wach; derzeit etwa 50 Mitglieder (Stand: 2006). Weiblicher Zweig: Anbetungsschwestern des königlichen Herzens Jesu Christi, zwei Niederlassungen, derzeit etwa 30 Mitglieder.
- Institut de la Sainte-Croix de Riaumont, Gesellschaft des Apostolischen Lebens päpstlichen Rechts, Benediktiner-Oblaten der Abbaye Notre-Dame de Fontgombault (siehe oben), „Pfadfinder-Orden“, kanonisch errichtet 1991; Prior seit 2000: Alain Hocquemiller (* 1964), fünf Priester (2006).[3]
- Servi Jesu et Mariae (Diener Jesu und Mariens), Kongregation päpstlichen Rechts, anerkannt 21. Juli 1994, Gründer: Andreas Hönisch † 25. Januar 2008 (Ex-SJ, Ex-Diözese Augsburg), derzeitiger Generaloberer: Anton Bentlage, biritualistisch, nutzt aus pastoralen Gründen auch die erneuerte Liturgie „sozusagen restriktiv in weitgehender Ähnlichkeit zum alten Ritus“ (A. Hönisch), derzeit 28 Priester, 3 Diakone, 11 Studenten, 4 Novizen und einen Bruder (eigene Angaben 2008).
- Chanoines Réguliers de la Mère de Dieu (Regularkanoniker von der Gottesmutter), gegründet 1968 in Gap (Frankreich) als Opus Mariae, 1997 zur Abtei päpstlichen Rechts erhoben, Hauptsitz seit 2004 Abtei Sainte-Marie de Lagrasse (Diözese Carcassonne, Frankreich), etwa 15 Priester (2006), Abt: Emmanuel-Marie de Saint-Jean (seit 2006). Weiblicher Zweig: Chanoinesses de la Mère de Dieu, Abbaye du Saint-Cœur Notre Dame, Gap. Davon zu unterscheiden sind die nicht-altritualistischen Chanoines réguliers de Marie Mère du Rédempteur.
- Apostolische Personaladministration St. Johannes Maria Vianney in der Diözese Campos dos Goytacazes (Brasilien) (ex-autonom in Ordinationsgemeinschaft mit FSSPX); Stand 2003: 1 Bischof, 26 Priester und 27.730 Gläubige (gegenüber 854.000 der eigentlichen Diözese Campos). Apostolischer Administrator ist seit 2002 Bischof Fernando Areas Rifan (ex-autonom).
- Canons Regular of the New Jerusalem (Regularkanoniker vom Neuen [Himmlischen] Jerusalem), gegründet 2002 in der Diözese La Crosse, später, bis 10. August 2007, angesiedelt in Chesterfield (Erzdiözese Saint Louis), zurzeit ohne feste Niederlassung. Drei Mitglieder (ein Priester, zwei Seminaristen), Prior: Daniel Augustine Oppenheimer (Ex-FSSP).
- Institut St. Philipp Neri, Gesellschaft apostolischen Lebens päpstlichen Rechts, Berlin, errichtet am 26. Mai 2004. Generaloberer: Propst Gerald Goesche (bis 28. November 2024), seither Marco Piranty; vier Mitglieder (Stand 2022).
- Institut du Bon Pasteur (Ex-FSSPX), Gesellschaft apostolischen Lebens päpstlichen Rechts mit „Gregorianischer Liturgie“ als Eigenritus, errichtet am 8. September 2006 in Bordeaux (Frankreich), Vorsteher: Philippe Laguérie (Ex-FSSPX); Mitglieder: 19 Priester, 35 Priesteramtskandidaten (nach eigenen Angaben, 2008).
- Canons Regular of Saint John Cantius (Regularkanoniker vom hl. Johannes Cantius), Verein von Gläubigen diözesanen Rechts in der Erzdiözese Chicago, biritualistisch, hervorgegangen aus der biritualistischen Pfarrgemeinde St. John Cantius, Chicago, Illinois. Gründer und Superior: C. Frank Phillips, derzeit 24 Mitglieder, darunter sechs Priester (nach eigenen Angaben, 2007).
- Slaves of the Immaculate Heart of Mary (Mancipia Immaculati Cordis Mariae), gegründet von Leonard Feeney, anerkannt in der Diözese Worcester (Vereinigte Staaten). Mitglieder: etwa zehn Schwestern und fünf Brüder, Vorsteher: Thomas Augustine (gleichnamige Gruppierungen in anderen Diözesen wirken autonom).
- Militia Templi (Ordo Militiae Christi Templique Hierosolymitani), „Pfadfinder-Orden“, privater Verein von Gläubigen diözesanen Rechts (CIC can. 298 f.) im Erzbistum Siena-Colle di Val d’Elsa-Montalcino (Italien), 1979 gegründet in Poggibonsi durch Alberto Cristofani, kirchliche Genehmigung der Konstitutionen 1988, der Regel 1990. Nach eigenen Angaben weltweit ca. 100 Mitglieder, davon ca. 30 Mitglieder, die dauerhafte Privatgelübde abgelegt haben, sowie 70 „Obedienz-Ritter“ und Damen.
- Filii Sanctissimi Redemptoris (F.SS.R), mit Rom unierte Transalpine Redemptoristen, Hauptniederlassung auf der Insel Papa Stronsay (Schottland), 18 Mitglieder, darunter drei Priester, Gründer und Vorsteher: Michael Mary Sim F.SS.R (Ex-FSSPX). Seit dem 26. Juni 2008 in voller Gemeinschaft mit der römisch-katholischen Kirche; am 15. August 2012 als Institut diözesanen Rechts im Bistum Aberdeen anerkannt.
- Trappisten-Abtei Mariawald, nahe Heimbach in der Eifel, Nordrhein-Westfalen (Deutschland), seit 2008 de jure altritualistisch, faktisch liturgisch gespaltene Kommunität. Die Abtei wurde am 15. September 2018 aufgehoben, nachdem die Zahl der Mönche auf unter 10 gesunken und ein aufgrund der altritualistischen Orientierung erhoffter Aufschwung ausgeblieben war.
- Franziskaner der Immakulata, biritualistisch, Institut päpstlichen Rechts, etwa 400 Ordensbrüder mit feierlicher Profess, 120 Postulanten. Etwa 350 Schwestern. Gegenwärtig von einem apostolischen (päpstlichen) Kommissar geleitet.
- Benediktiner der Immakulata, OSB-Kloster „der strikten Observanz“ in Villatalla (Ligurien), gegründet am 2. Juli 2008 mit zwei Mönchen aus Le Barroux durch Mario Oliveri, Bischof von Albenga-Imperia; Konstitutionen am 25. März 2015 approbiert. Zwei Mönche, ein Einsiedler, Oblaten. 2019 wurde das Kloster nach Taggia verlegt.
- Kloster St. Benedikt in Norcia, Benediktiner-Priorat „Maria Sedes Sapientiae“ (sui-juris),biritualistisch, gegründet 1998 in Rom, nach Erdbeben im Jahr 2016 Neubau eines Klosters außerhalb der Stadt, 14 Mönche (2018).
- Monastère Saint Benoît, englischsprachige Mönchsgemeinschaft in benediktinischer Tradition, errichtet 2011 als öffentliche Vereinigung von Gläubigen im Bistum Fréjus-Toulon (Frankreich), neben dem »Gründer-Prior« Alcuin Reid zwei Mönche, benutzt das Missale Romanum von 1953. Vereinigung und Kloster 2022 vom zuständigen Diözesanbischof aufgelöst.
- Dominicaines du Saint-Esprit, Gesellschaft des Apostolischen Lebens päpstlichen Rechts

### Gemeinschaften, die nicht in Einheit mit der römisch-katholischen Kirche stehen
- Fraternitas Sacerdotalis Sancti Pii X. (Priesterbruderschaft St. Pius X.) (Abkürzung: FSSPX), gegründet 1970, mit weltweit derzeit drei Bischöfen (1988 ordiniert durch Erzbischof Marcel Lefebvre), 569 Priestern (davon etwa ein Drittel Franzosen), 215 Seminaristen, 119 Brüdern, 185 Schwestern und 84 Oblatinnen, benutzt die Liturgie von 1962. Affiliierte Einrichtungen:
  - Fraternité de la Transfiguration („Bruderschaft von der Verklärung“), Mérigny (Indre, Frankreich), 9 Priester, 5 Brüder;
  - Benediktiner-Kloster Santa Cruz in Nova Friburgo, Brasilien (gegründet 1987 durch Gérard Calvet; Trennung von diesem 1988; gegenwärtig bei Richard Williamson); Tochtergründung (1999/2000): Notre Dame von Bellaigue in Virlet (Frankreich), 4 Priester (2006);  Neubesiedlung (geplant) von Kloster Reichenstein, Monschau (Deutschland).
  - Golgotha-Kloster der Transalpinen Redemptoristen, aber seit dem 16. Juni 2008 mehrheitlich in communio mit dem römischen Papst.
- Society of St. Pius V  (Priesterbruderschaft St. Pius V.), gegründet 1983 (Ex-FSSPX), inzwischen in Untergruppen zerfallen, fünf Priorate und ein Schwesternkonvent lehnt die liturgischen Reformen ab 1956 ab, ist dem Sedisvakantismus zuzurechnen.
- Istituto Mater Boni Consilii (alias Sodalitium Pianum), gegründet Ende 1985 in Turin, Italien (Ex-FSSPX), Zentrale und Priesterseminar in Verrua Savoia (Torino); etwa 24 Mitglieder, davon 10 Priester, lehnt die liturgischen Reformen nach Pius X. ab; ein Bischof: Geert Jan Stuyver (* 14. Mai 1964, Gent), konsekriert 16. Januar 2002 durch Robert McKenna (seinerseits 1986 konsekriert durch Michel Louis-Bertrand Guérard des Lauriers in der Sukzession von Pierre Martin Ngô Đình Thục), amtierend in Sint-Gillis-bij-Dendermonde (Belgien), („Sedisvakantisten“).
- Congregation of Mary Immaculate Queen (Congregatio Mariae Reginae Immaculatae, CMRI), 1967 gegründet durch Francis Schuckart († 2006), 41 Gottesdienstorte in den USA, Bischof: Mark Pivarunas, 1991 konsekriert durch Moisés Carmona in der Sukzession von Pierre Martin Ngô Đình Thục, („Sedisvakantisten“), lehnt die liturgischen Reformen ab 1956 ab.
- Für weitere solcher Gruppen siehe Sedisvakantismus.
- Église Sainte Marie, „Pfarrei ohne Grenzen“ (alias: Église vieille-catholique romaine bzw. Église apostolique de France), mit Sitz in Mont-Saint-Aignan (Frankreich), gegründet 1964, lässt verheiratete Männer zur Priesterweihe zu und Geschiedene zur Kommunion; 14 Kleriker, davon fünf Bischöfe, darunter: Mario Cornejo (emer. Weihbischof der Diözese Lima) und Maurice Cantor (Ex-Diözese Rouen).
- Fraternité Sacerdotale Saint Jean l’Évangeliste (Fraternitas Sacerdotalis Sancti Johannis Evangelistae – Congregatio Autocephalis) mit Sitz in Stoke (Kanada), gegründet 1987. Vorsteher und Bischof: Charles-Rafaël Payeur (* 1962), 1990 geweiht durch die Katholisch-Apostolische Kirche Brasiliens, etwa 50 Anhänger.
- Priesterbruderschaft St. Josaphat (byzantinischer Ritus), unierte Ostkirche der FSSPX, verlangt die Beibehaltung des Kirchenslavischen als alleinige Liturgiesprache und von Frömmigkeitsübungen lateinischen Typs; gegründet 2000 in der Ukraine von sieben Priestern; kein Bischof (Priesterweihe im römischen Ritus durch Bischöfe der FSSPX in Warschau: 2006 zwei, 2007 sieben Neupriester). Gründer und Leiter: Wassil Kowpak (Васил Ковпак), dessen Exkommunikation durch die Ukrainische Griechisch-Katholische Kirche bestätigte am 21. November 2007 die vatikanische Glaubenskongregation.
- Eglise Catholique Gallicane de Paris (auch: „Église catholique apostolique universelle“), hervorgegangen aus der Église Gallicane, feiert „la Messe catholique traditionnelle de Saint Pie V“, Erzbischof-Primas: Dominique-Hubert Philippe
- Congregation des Pères Stévennistes der Stevenisten in Kamerun, Bischof-Superior: Jean Ndjewel, zwei Bischöfe, etwa sechs Priester.
- Oblats de Marie Reine, La Ferté-Gaucher
- Benediktinerabtei Mariae Himmelfahrt zu Eisbergen, in Kirchengemeinschaft mit der Russischen Orthodoxen Kirche.